# Colin Appleton
Colin Appleton (Scarborough, 7 marzo 1936 – 31 maggio 2021) è stato un allenatore di calcio e calciatore inglese, di ruolo centrocampista.

## Carriera

### Giocatore
Nella stagione 1953-1954 inizia a giocare in prima squadra nello Scarborough, club semiprofessionistico della sua città natale; nel marzo del 1954, su raccomandazione del suo allenatore Reg Holton (ex giocatore del Leicester City) si trasferisce proprio alle Foxes, club della prima divisione inglese. Il vero e proprio esordio tra i professionisti avviene comunque solo nella stagione 1954-1955, all'età di 18 anni, con complessive 4 presenze in campionato. Nel biennio seguente, trascorso in seconda divisione, realizza invece una rete in 16 presenze, a cui aggiunge altre 2 presenze in prima divisione nella stagione 1957-1958: queste sue prime stagioni sono peraltro influenzate negativamente dal servizio militare, che per due stagioni lo costrinse a lunghi periodi di inattività calcistica per ottemperare agli obblighi di leva. Già nella stagione 1958-1959 inizia invece a scendere in campo con maggior regolarità, disputando 12 partite di campionato, ma è dalla stagione seguente che si impone come titolare fisso del club, di cui nell'estate del 1962, dopo un triennio da titolare fisso, diventa anche capitano. Questa sua prima stagione da capitano è inoltre una delle più positive della storia del club, che per lunghi tratti della stagione è in corsa per il double (vittoria di campionato e FA Cup) ma finisce in realtà per piazzarsi in quarta posizione e perdere la finale di coppa (bissando peraltro così la finale persa della FA Cup 1960-1961, nella quale Appleton era sceso in campo, così come nella stagione 1962-1963).
Appleton è comunque tra i protagonisti indiscussi del lustro tra il 1959 ed il 1964 (in questi cinque anni salta infatti in totale solamente 8 partite di campionato), uno dei più positivi nella storia del club, che oltre alla già citata stagione 1962-1963 ed alla finale di FA Cup 1960-1961, nella stagione 1963-1964 vince la Coppa di Lega, primo trofeo maggiore della sua storia (perderà poi la finale del torneo nell'edizione successiva). Nella stagione 1961-1962 avviene tra l'altro anche l'esordio europeo delle Foxes, che avendo perso la finale di FA Cup contro il Tottenham (vincitore anche del campionato 1960-1961 e quindi qualificato alla Coppa dei Campioni), prendono parte alla Coppa delle Coppe 1961-1962, dove vengono eliminati negli ottavi di finale dagli spagnoli dell'Atlético Madrid con un complessivo 3-1 dopo aver eliminato con un complessivo 7-2 i nordirlandesi del Glenavon nel turno precedente (Appleton gioca peraltro tutte e 4 le partite in questione, realizzandovi anche una rete). Gioca poi stabilmente da titolare anche nella stagione 1964-1965, nella quale realizza 8 reti in 29 partite di campionato, mentre l'anno seguente, il suo ultimo nel club, gioca solamente 12 partite.
Nell'estate del 1966 dopo 12 stagioni e mezzo e complessive 277 presenze e 19 reti in partite di campionato (di cui 263 presenze e 18 reti in prima divisione) lascia il Leicester City e si accasa al Charlton, con la cui maglia nella stagione 1966-1967 realizza una rete in 28 presenze in seconda divisione. Trascorre poi un biennio in quarta divisione al Barrow, con il doppio ruolo di giocatore ed allenatore, mantenendo infine entrambi gli incarichi anche allo Scarborough, dove milita nuovamente dal 1969 al 1973, anno in cui all'età di 37 anni abbandona definitivamente la carriera da calciatore, con un bilancio totale di 349 presenze e 21 reti nei campionati della Football League.

### Allenatore
Dopo le già citate esperienze a Barrow e Scarborough (con cui nella stagione 1972-1973 vince anche un FA Trophy) nel 1975 torna in quest'ultimo club, questa volta solamente con l'incarico di allenatore, che mantiene fino al 1981 vincendo altri due FA Trophy, nelle stagioni 1975-1976 e 1976-1977, grazie ai quali i Seagulls riescono peraltro a partecipare a due edizioni consecutive della Coppa Anglo-Italiana (nelle edizioni del 1976 e del 1977) e ad una edizione della Coppa Italo-Inglese Semiprofessionisti, nel 1976, in cui perde la finale contro il Lecce con un punteggio aggregato di 4-1 dopo i tempi supplementari. Nella stagione 1980-1981, la sua ultima alla guida del club, conquista peraltro un terzo posto in Alliance Premier League, campionato nato all'inizio della stagione 1979-1980 come quinta divisione inglese a girone unico su tutto il Paese.
Torna ad allenare dopo alcuni mesi di inattività l'8 gennaio 1982, all'Hull City, in quarta divisione: la sua prima stagione alle Tigers è un successo, in quanto si conclude con un secondo posto in classifica e quindi con la promozione in terza divisione, categoria in cui l'anno seguente conquista poi un quarto posto in classifica (oltre a perdere una finale di Football League Trophy). Nell'estate del 1984 lascia l'Hull City per andare ad allenare lo Swansea City, a sua volta militante in terza divisione, ma il 6 dicembre 1984, meno di sei mesi dopo il suo arrivo in squadra, viene esonerato. In seguito tra il 1985 ed il 1987 allena l'Exeter City, in quarta divisione (viene esonerato l'11 dicembre 1987, a metà della sua seconda stagione alla guida del club), mentre nel biennio seguente allena il Bridlington Town, in Northern Counties East Football League (che all'epoca era l'ottava divisione inglese). Infine, dal 22 maggio al 30 ottobre del 1989 allena nuovamente l'Hull City, in seconda divisione, venendo però esonerato dopo complessive 16 partite (con un bilancio di una sola vittoria, 8 pareggi e 7 sconfitte) e ritirandosi a fine stagione, all'età di 63 anni.

## Palmarès

### Giocatore

#### Competizioni nazionali
- Coppa di Lega inglese: 1

Leicester City: 1963-1964
- Campionato inglese di seconda divisione: 1

Leicester City: 1956-1957
- FA Trophy: 1

Scarborough: 1972-1973

### Allenatore

#### Competizioni nazionali
- FA Trophy: 3

Scarborough: 1972-1973, 1975-1976, 1976-1977

#### Competizioni regionali
- North Riding Senior Cup: 4

Scarborough: 1972-1973, 1976-1977, 1977-1978, 1980-1981